# Rivehaute
Rivehaute é uma comuna francesa na região administrativa da Nova Aquitânia, no departamento dos Pirenéus Atlânticos. Estende-se por uma área de 8,52 km². Em 2010 a comuna tinha 271 habitantes (densidade: 31,8 hab./km²).